# Échiquier de la Caspienne
Melanargia sadjadii
Espèce
L'Échiquier de la Caspienne  (Melanargia sadjadii) est une espèce d'insectes lépidoptères (papillons) appartenant à la famille des Nymphalidae, à la sous-famille des Satyrinae et au genre Melanargia.

## Description
L'habitus de Melanargia sadjadii est très semblable à celui de Melanargia wiskotti (Röber, 1896) de Turquie méridionale, caractérisé par une grande envergure pour un Melanargia et la réduction des dessins noirs. Mais ses genitalia, bien tranchés, le rapprochent plutôt de Melanargia evartianae Wagener, 1976.
Chez le mâle la longueur alaire est de 29 à 33 mm (moyenne 30,6 mm, sur 71 exemplaires), contre 23 à 28 mm chez Melanargia evartianae (moy. 26,0 mm, sur 61 ex.). Il présente d'autres différences avec evartianae, voici les principaux caractères discriminants: la partie ventrale du thorax et de l’abdomen blanchâtre, le recto des ailes partiellement teinté de jaune et les taches blanches submarginales sont développées ; aux ailes antérieures la nervure costale est généreusement recouverte d’écailles blanchâtres, aux ailes postérieures les festons sont plus profonds avec des franges étroites, les ocelles postdiscaux près de deux fois plus grands, sont mieux délimités et la plupart pupillés de bleu, les nervures sont à peine soulignées de noir.
Au recto comme au verso les dessins noirs basaux ainsi que les taches noires discales des ailes antérieures sont vestigiaux, voire absents et au verso, les ocelles submarginaux, près de deux fois plus grands, sont généralement « entamés » par les taches blanches triangulaires submarginales.
La femelle de sadjadii, avec une longueur alaire de 31 à 36 mm (moy. 33,2 mm, sur 34 ex.) contre 27 à 31 mm chez evartianae (moy. 29,7 mm, sur 30 ex.), présente une longueur alaire supérieure en moyenne d’au moins 3,5 mm. On retrouve les mêmes autres caractères discriminants évoqués chez le ♂ .

### Période de vol et hivernation
L’imago vole depuis début juin avec un décalage de près de deux semaines entre le pic d’éclosion des mâles et celui des femelles.

### Plantes hôtes
La chenille se nourrit de graminées.

## Écologie et distribution
L'Échiquier de la Caspienne est présent dans le nord de l'Iran. Il n’est actuellement recensé que de la région nord de Nekà entre Zàgh Marz et Miankaleh, en bordure immédiate de la mer Caspienne.

### Biotope
Ses lieux de prédilection sont des vergers en friche, des peupleraies clairsemées, des taillis, que l’imago parcourt d’un vol nonchalant à la recherche de fleurs de chardon, de menthe, de grenadier et de ronce. Ce type de biotope au niveau de la mer, très chaud et très sec dans la région en juin, tranche avec celui d’evartianae, hôte habituel des talus herbeux et des prairies verdoyantes en lisière des forêts de feuillus en altitude (entre 400 et 2100 m).

## Étymologie
Son nom spécifique, sadjadii, lui a été donné en l'honneur de Seyed Ali Sadjadi, collègue iranien des auteurs.

## Publication originale
(fr + en) Frédéric Carbonell et Alireza Naderi, « Melanargia sadjadii n. sp., du nord de l’Iran (Lepidoptera, Nymphalidae) », Bulletin de la Société entomologique de France, Paris, SEF, vol. 111, no 4,‎ 2006, p. 465-468 (ISSN 0037-928X et 2540-2641, OCLC 1765811, DOI 10.3406/BSEF.2006.16355, lire en ligne).